# Elsa Asenijeff

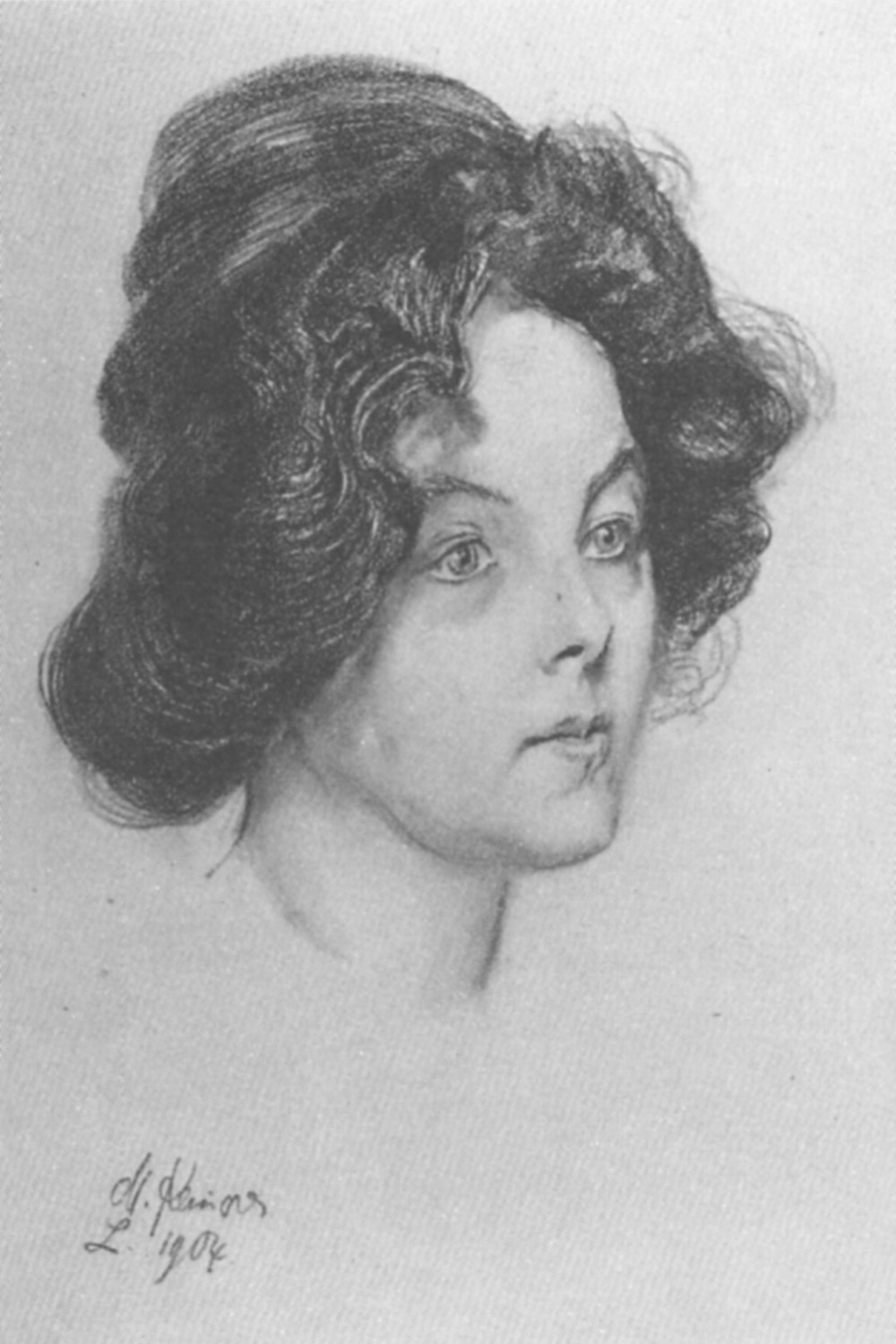
Elsa Asenijeff 1904, Zeichnung von Max Klinger

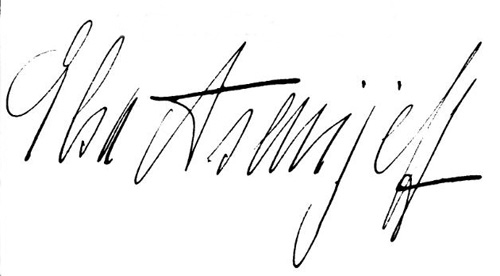
Signatur Elsa Asenijeff 1905

Elsa Asenijeff, eigentlich Elsa Maria Packeny (* 3. Januar 1867 in Wien, Kaisertum Österreich; † 5. April 1941 in Bräunsdorf, Sachsen), war eine österreichische Schriftstellerin die als eine der Begründerinnen des Leipziger literarischen Expressionismus gilt.

## Leben
Elsa Maria Packeny entstammte dem Wiener Großbürgertum. Ihr Vater Karl Packeny (1841–1889) war Direktor der österreichischen Südbahn, ihre Mutter war Laurenzia, geborene Adametz (1841–1932). Elsa hatte zwei jüngere Schwestern.
Sie besuchte die Volks- und Bürgerschule und dann bis 1887 die Wiener Lehrerinnenbildungsanstalt. Nachdem sie einige Heiratsanträge ausgeschlagen hatte, starb ihr Vater und sie war zur Eheschließung genötigt. 1890 heiratete sie den elf Jahre älteren bulgarischen Ingenieur und Diplomaten Ivan Johannis Nestoroff und ging mit ihm nach Sofia. Die Ehe verlief nicht glücklich. Sie fühlte sich ihrem Mann ausgeliefert, ein Thema, das in mancherlei Spielarten ihre literarischen Werke prägte. 1896 erschien ihr Erzählungsband Ist das Liebe? unter dem Pseudonym Elsa Asenijeff, das sie im Gedenken an ihren verstorbenen erstgeborenen Sohn Asen gewählt hatte.
1900 ließ sie sich von Nestoroff scheiden. Der bulgarische Staat gestattete ihr, Asenijeff als offiziellen Namen zu führen. 1897 ging sie nach Leipzig, um Philosophie und Nationalökonomie zu studieren. Ihren zweiten, 1896 geborenen Sohn Heraklit ließ sie bei den Großeltern zurück.

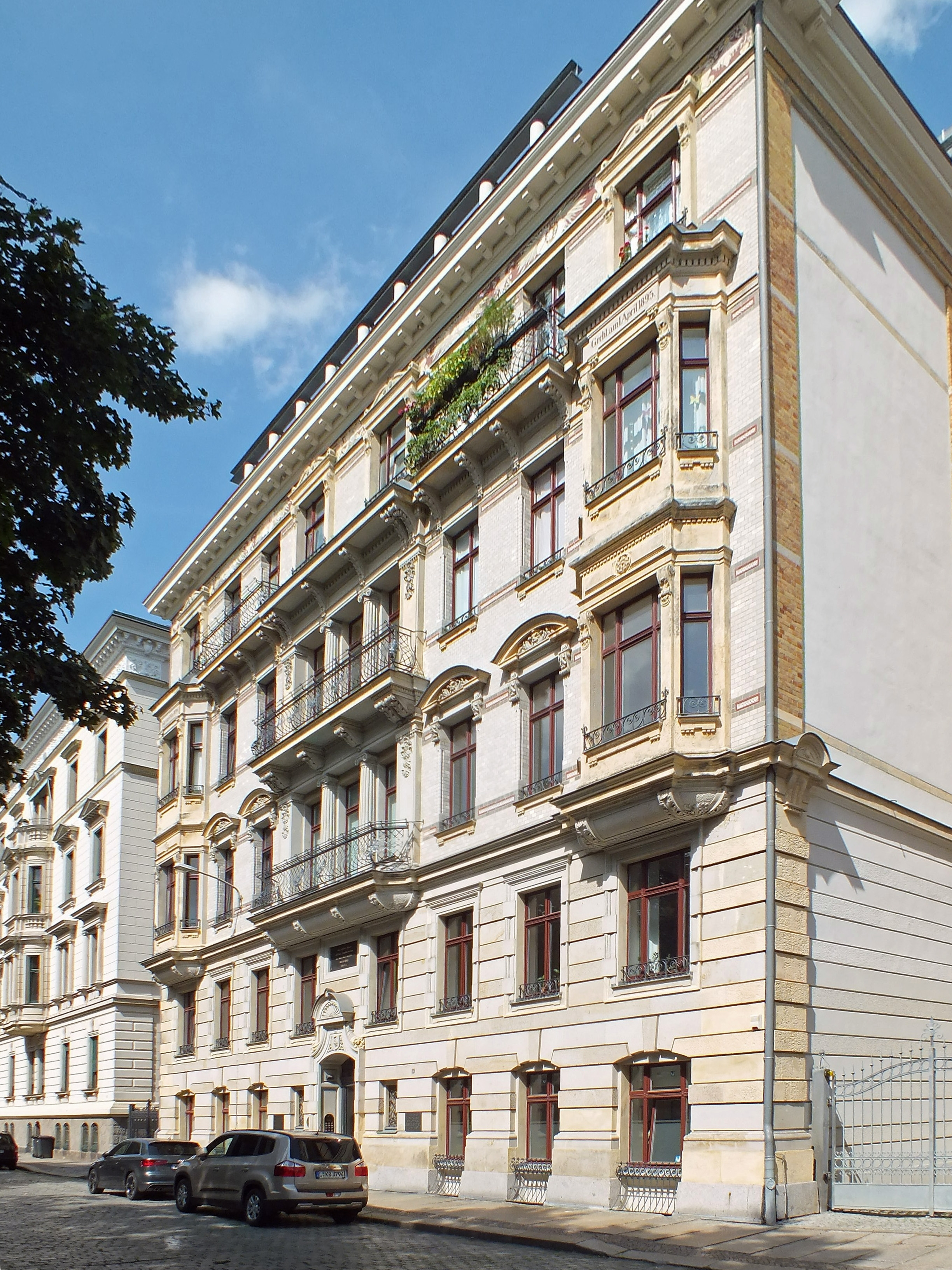
Wohnung Schwägrichenstraße 11 (2014)
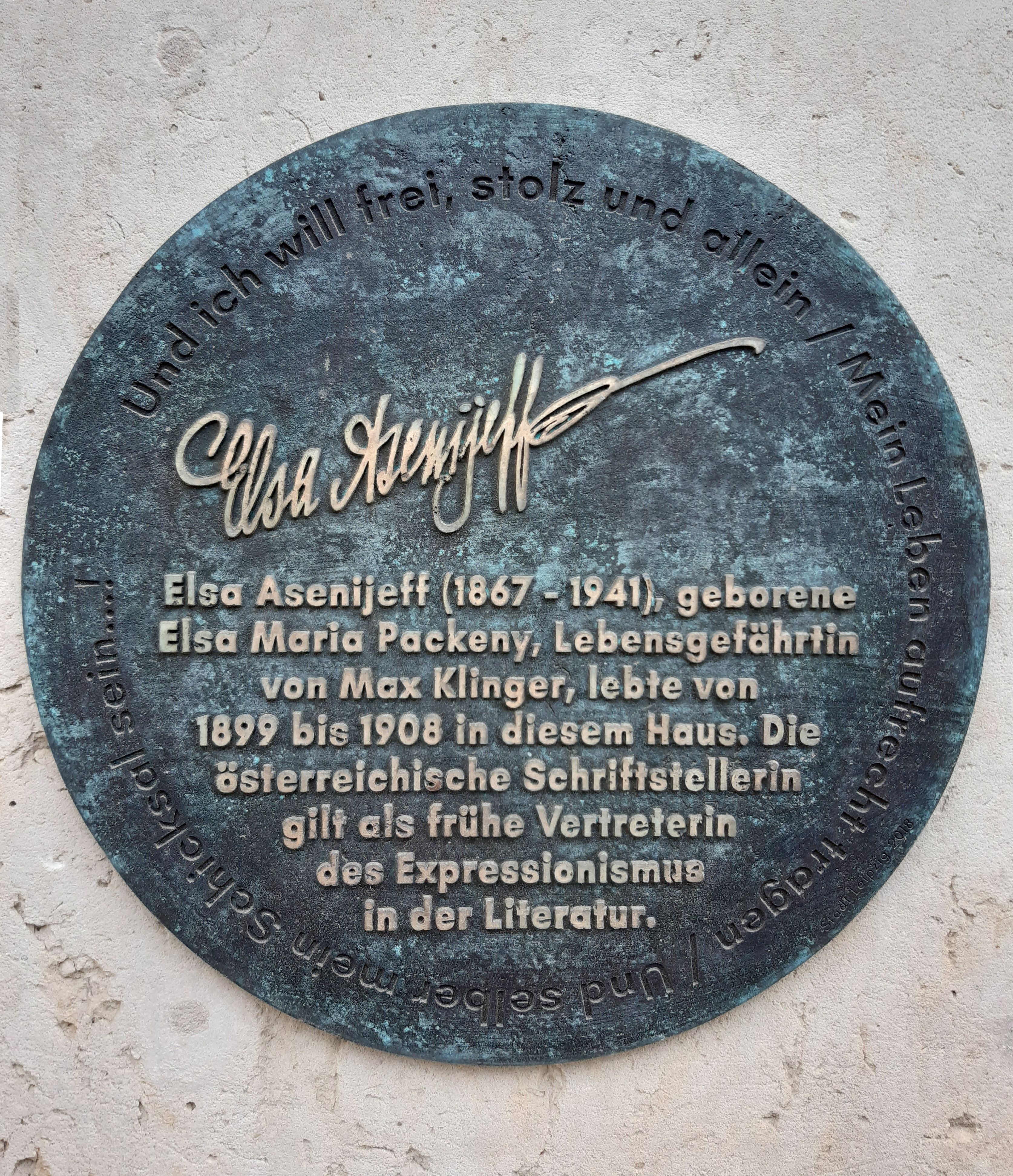
Gedenktafel am Haus (2021)
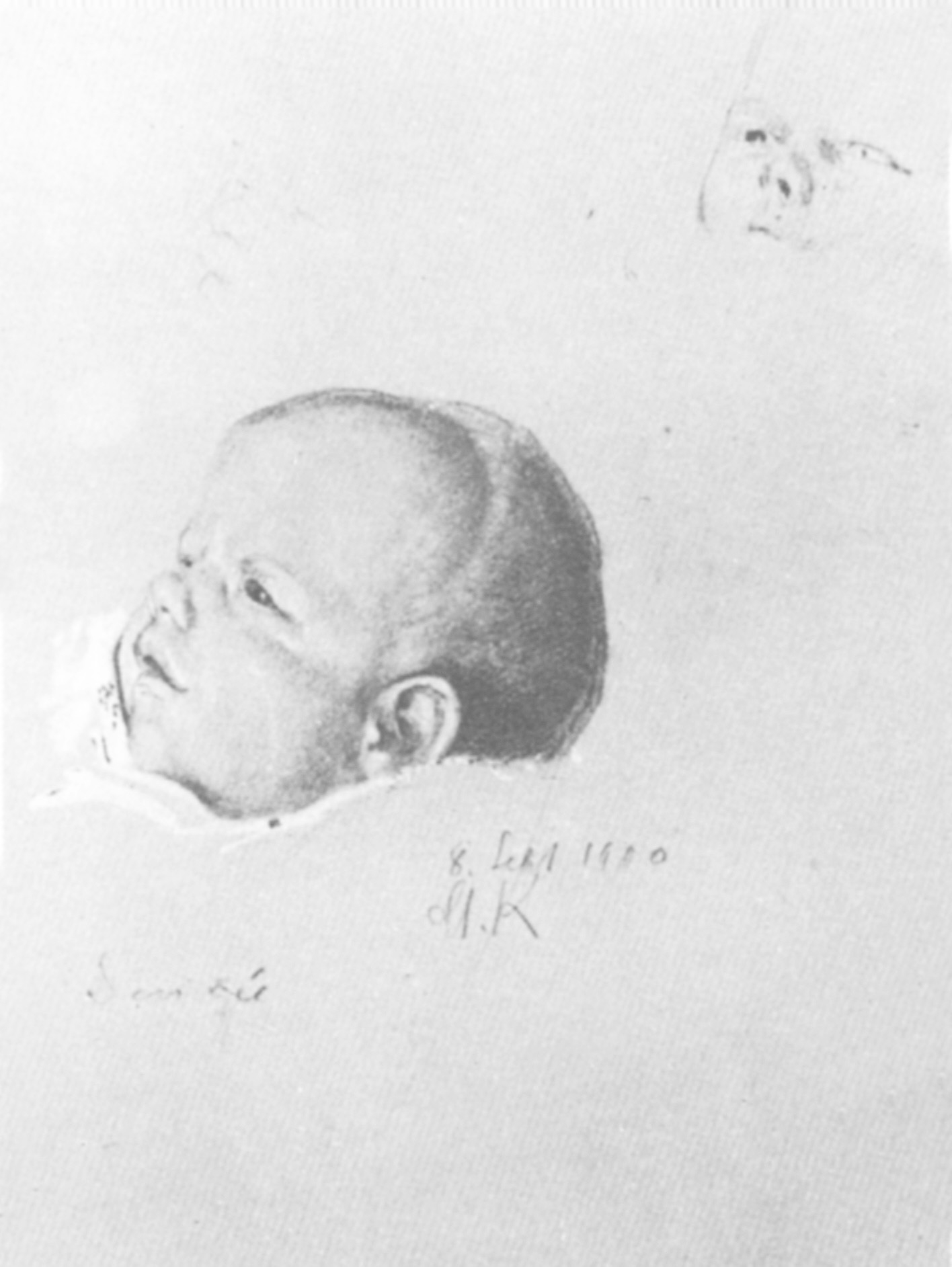
Tochter Desirée einen Tag nach der Geburt
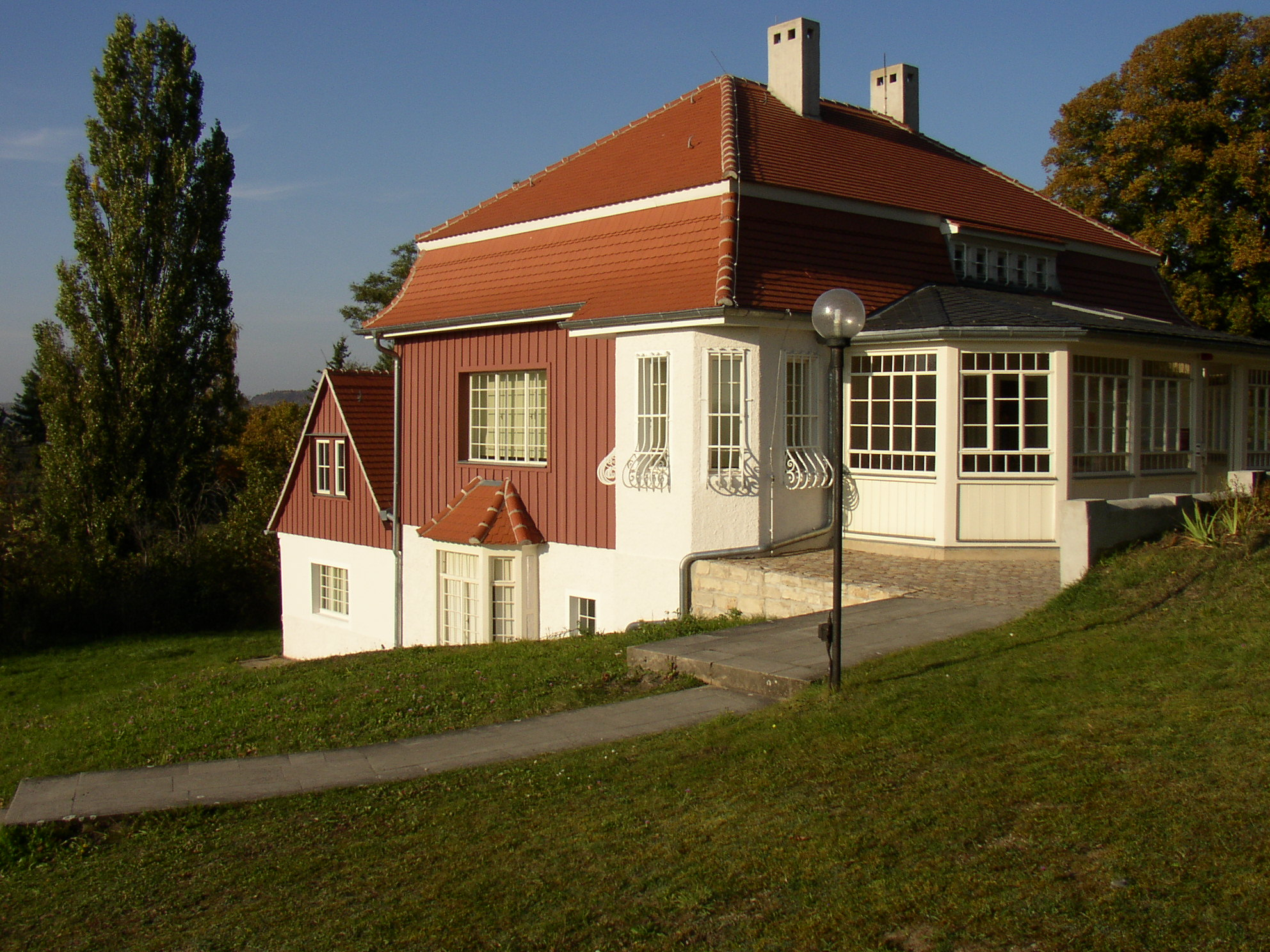
Weinberghaus Großjena (2008)

Bei einem Festessen der Literarischen Gesellschaft in Leipzig für Detlev von Liliencron (1844–1909) und Frank Wedekind (1864–1918) lernte sie den Maler und Bildhauer Max Klinger (1857–1920) kennen. Sie wurde Modell, Muse und Geliebte für ihn. Klinger machte die Liebesbeziehung aber nicht öffentlich. Er zahlte ihr eine teure Wohnung im vornehmen Musikviertel (270 m² in der Schwägrichenstraße 11, Hochparterre). Das Gebäude war vom Leipziger Architekten Otto Brückwald 1894/1895 errichtet und auch selbst bezogen worden. 2018 brachte die Stadt Leipzig an dem Gebäude eine Gedenktafel zu Ehren von Elsa Asenijeff an.
Asenijeff begleitete Klinger auf zahlreichen Reisen und wirkte als Gastgeberin bei gesellschaftlichen Anlässen, auch in seinem Hause. Sie galt als eine äußerst eindrucksvolle, faszinierende, mitunter auch extravagante Persönlichkeit. Während eines längeren Aufenthalts Asenijeffs mit Klinger in Paris wurde am 7. September 1900 ihre gemeinsame Tochter Désirée geboren († 1973 in Sydney, Australien), die zu einer französischen Pflegemutter gegeben wurde.
1903 erwarb Klinger in Großjena einen Weinberg samt Winzerhäuschen, das er zu einem normalen Wohnhaus ausbaute, um sich mit Asenijeff aus dem hektischen Leipziger Großstadtleben zurückziehen zu können. Diese schrieb für Feuilletons verschiedener Leipziger Zeitungen. Weitere Bücher von ihr erschienen. Ab 1912 verfasste sie auch Lyrik. Gäste ihres Salons waren unter anderen die drei jungen Dichter Walter Hasenclever (1890–1940), Kurt Pinthus (1886–1975) und Franz Werfel (1890–1945).
In dieser Zeit schuf Klinger auch zahlreiche Darstellungen seiner Partnerin.

Darstellungen von Elsa Asenijeff
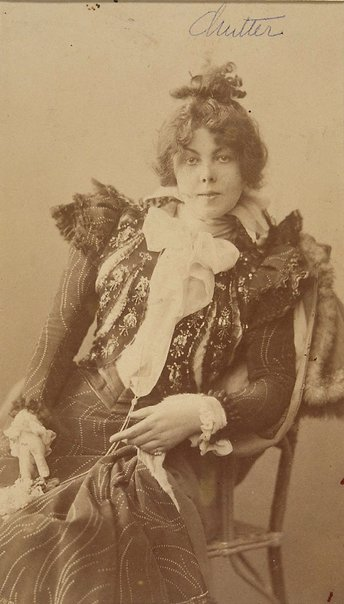
Fotografie von Nicola Perscheid, 1897
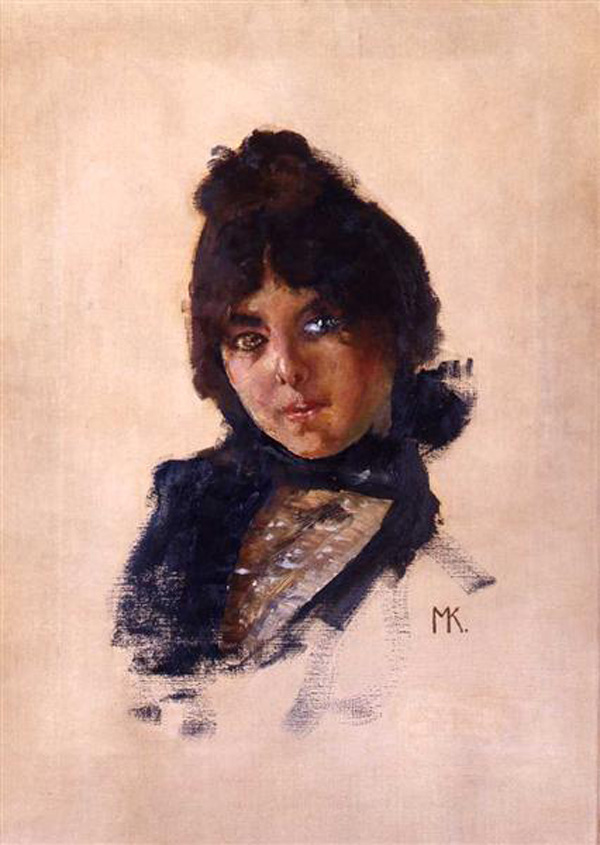
Klinger, um 1900 und alle weiteren
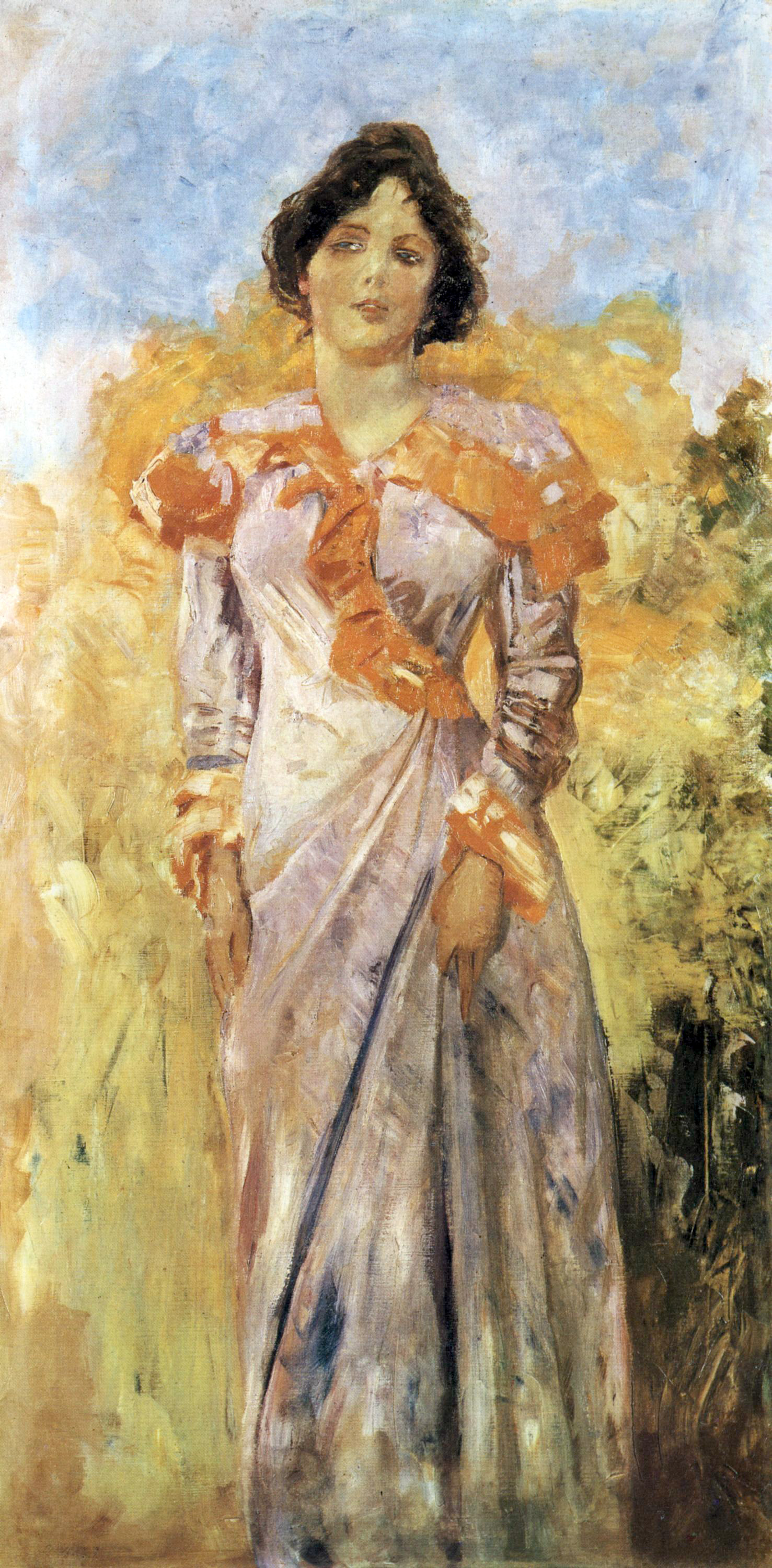
Im Freien, 1904
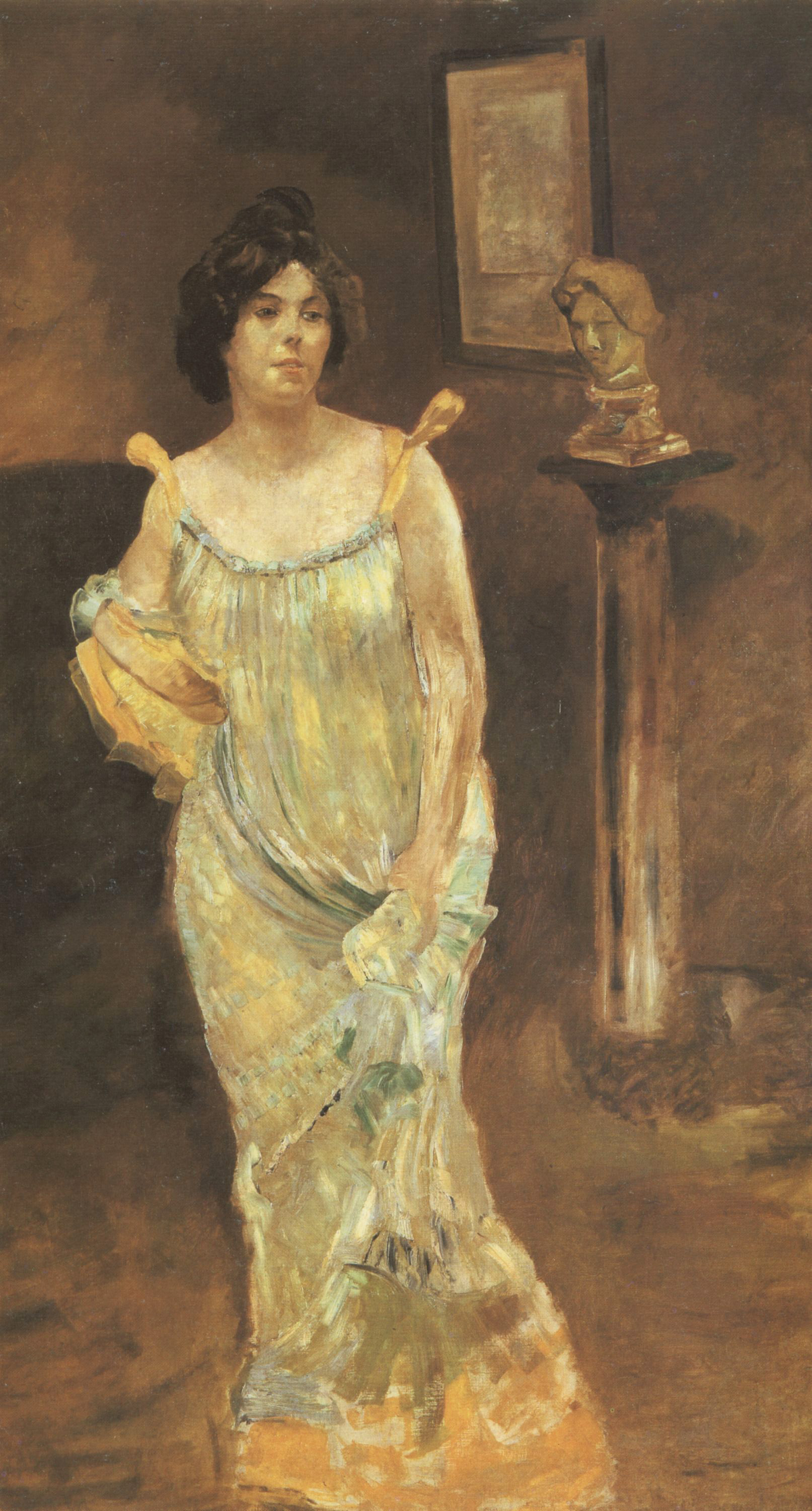
Im Abendkleid, 1906
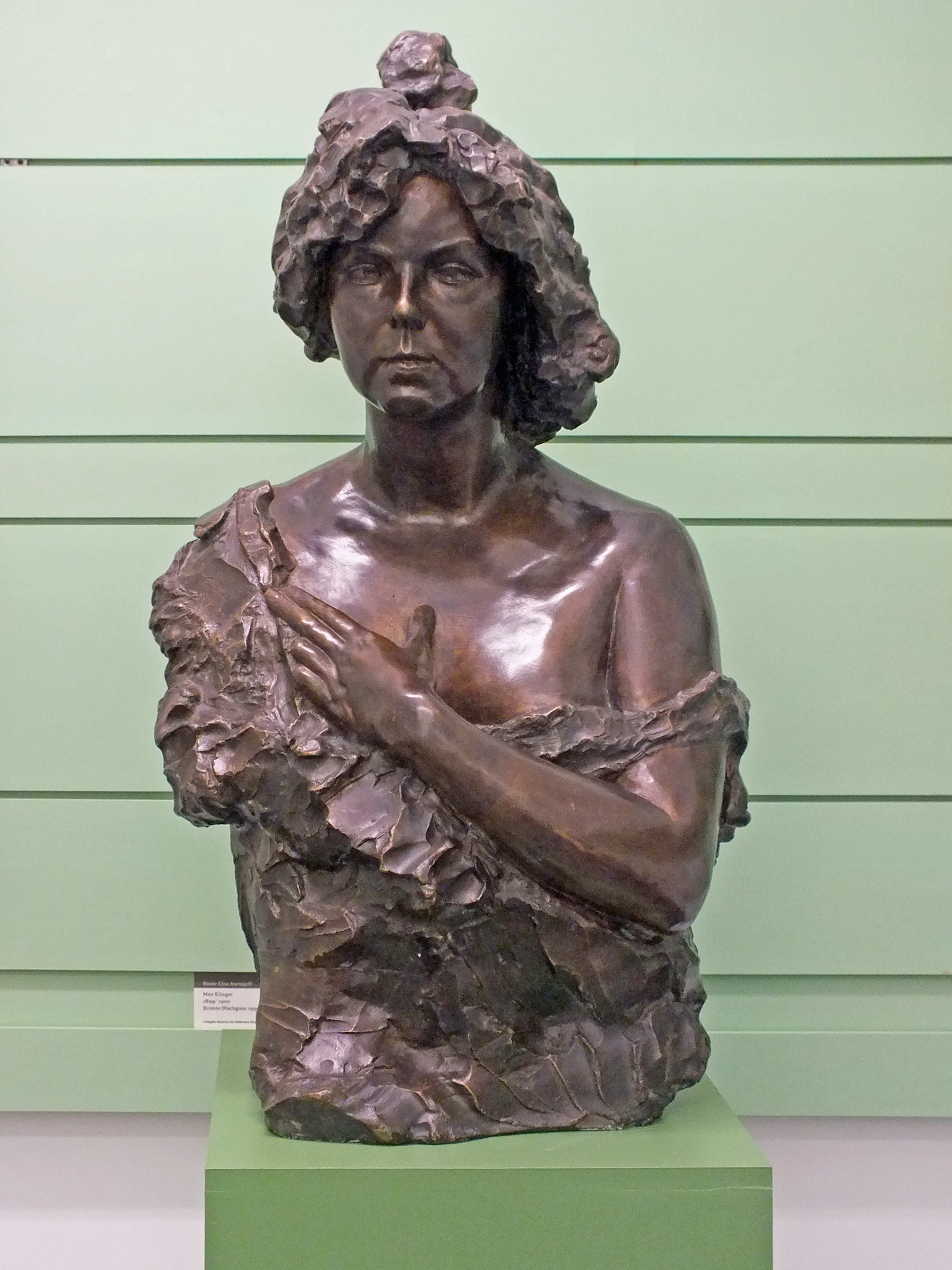
Bronze, um 1900
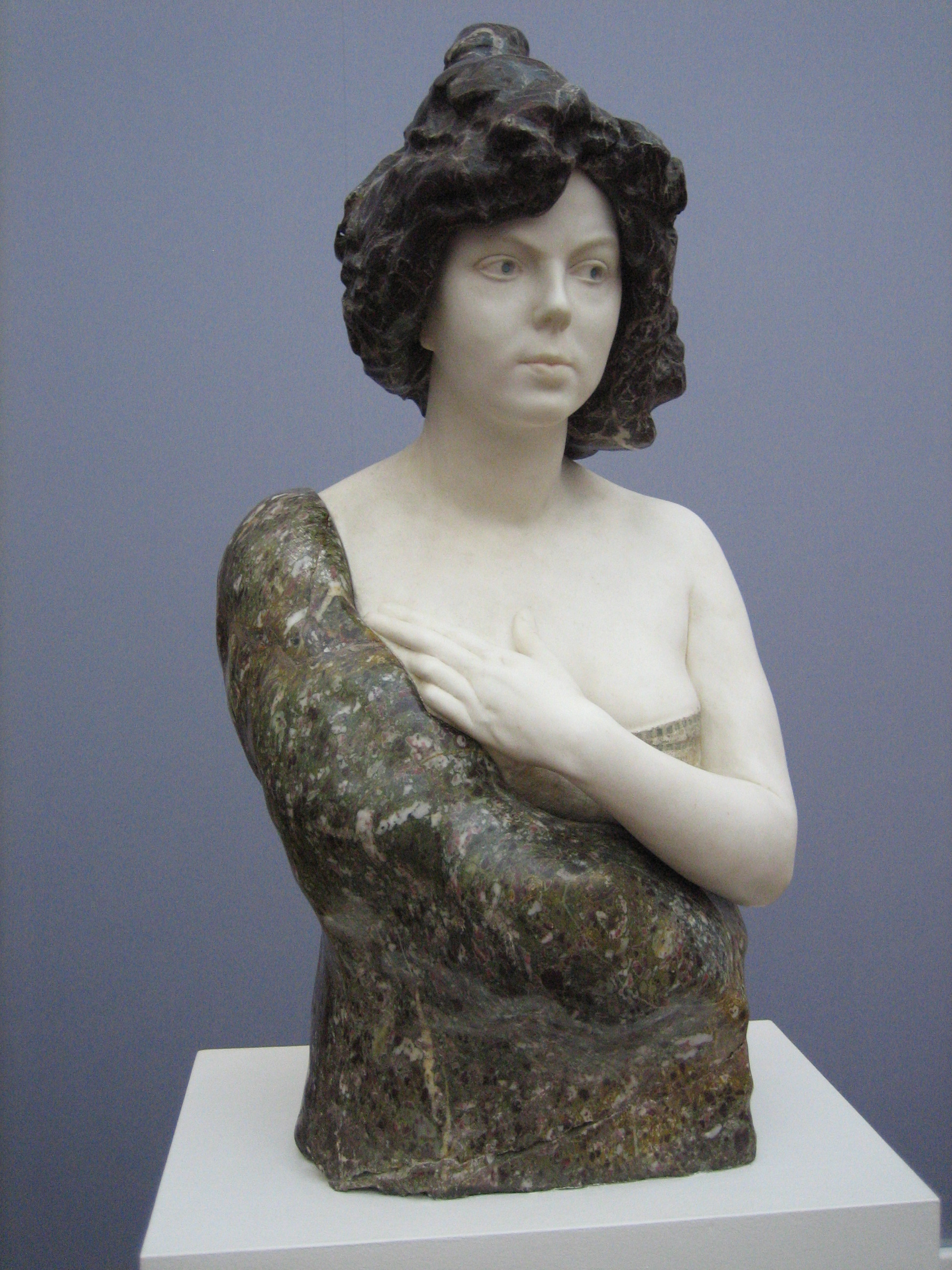
Polychromer Marmor, um 1900
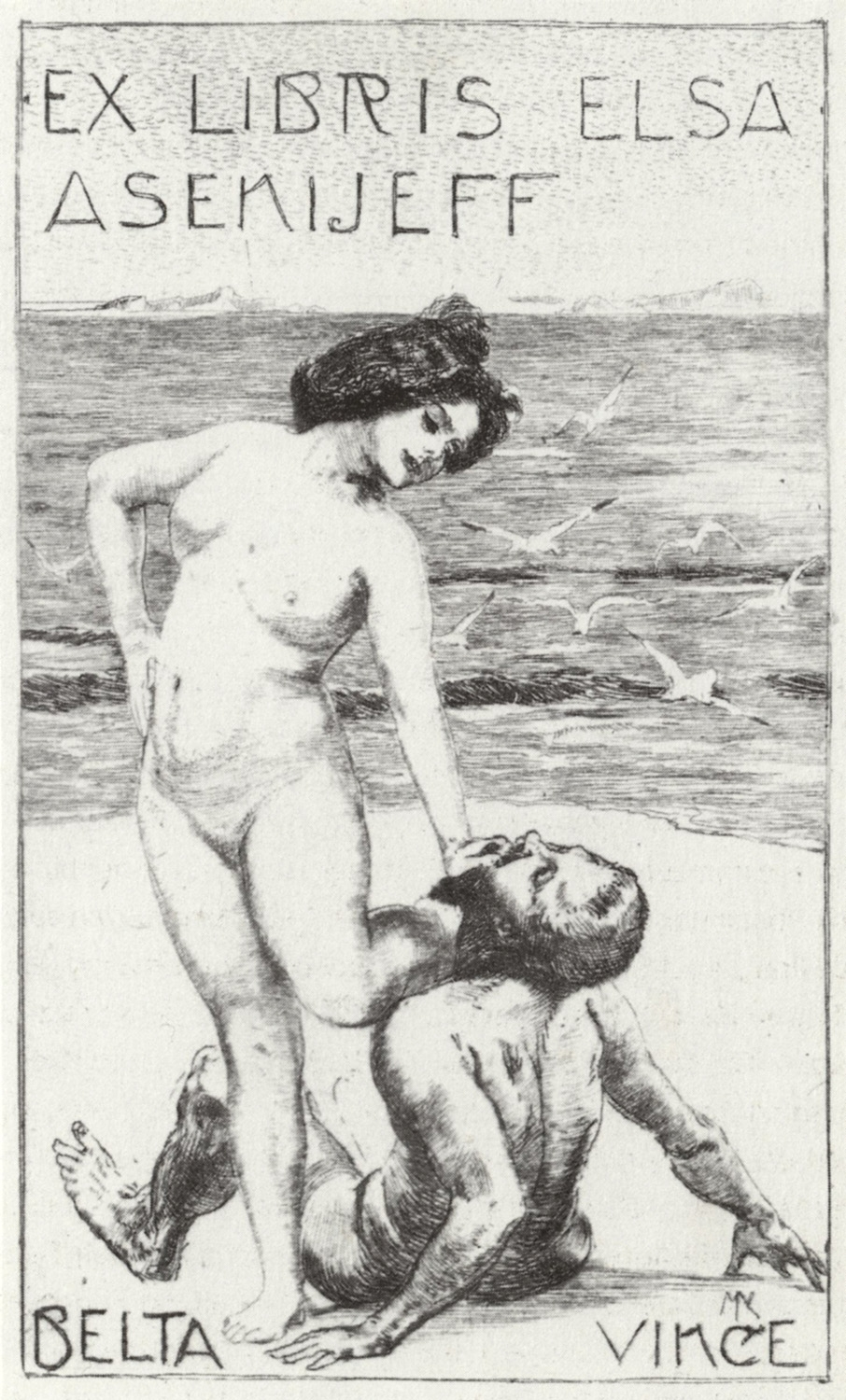
Exlibris Elsa Asenijeff

Eine zwischen Klinger und Asenijeff entstandene Entfremdung vertiefte sich weiter, als Klinger Gertrud Bock (1893–1932), die er 17-jährig erstmals 1910 in Großjena gemalt hatte, als Modell und zur ständigen Begleiterin erkor, und die er dann auch noch wenige Monate vor seinem Tod heiratete. 1916 kam es zum endgültigen Bruch zwischen Asenijeff und Klinger.
Diese Trennung traf Elsa Asenijeff psychisch und auch materiell sehr schwer, denn Klinger versagte ihr jede weitere Unterstützung. 1917 musste sie die Wohnung in der Dufourstraße 18 aufgeben, in die sie 1909 gezogen war. Seitdem taucht sie auch nicht mehr in Leipziger Adressbüchern als Hauptmieterin auf. Sie lebte nur noch in Pensionen. Es begann ein Abstieg in die Armut, verbunden mit einem gewissen Verfall der Persönlichkeit. Auch der 1922 erschienene Gedichtband „Aufschrei“ brachte keine Wende.
Elsa Asenijeff war völlig isoliert, hatte keine Verbindung zu ihrer Wiener Verwandtschaft, und ihre Tochter Désirée, die zum Begräbnis ihres Vaters 1920 einige Zeit in Leipzig weilte, nahm keinen näheren Kontakt zu ihr auf. Mietschulden und renitentes Auftreten führten schließlich in Verbindung mit ihrer Selbstvernachlässigung zur Einlieferung in die Psychiatrische Klinik der Universität Leipzig. Ihre Entmündigung betrachtete sie als Betrug und forderte Schadenersatz, weil sie sich nach wie vor als eine der größten Schriftstellerinnen sah. Einem zweijährigen Aufenthalt in der Heilanstalt Leipzig-Dösen, folgte 1926 die Überstellung nach Hubertusburg und schließlich als „nicht gemeingefährlich“ in das Versorgungshaus Colditz. 1933 verlegten die zuständigen Behörden diese Einrichtung als „Korrektionsanstalt für asoziale und arbeitsunwillige Erwachsene“ nach Bräunsdorf bei Freiberg um.

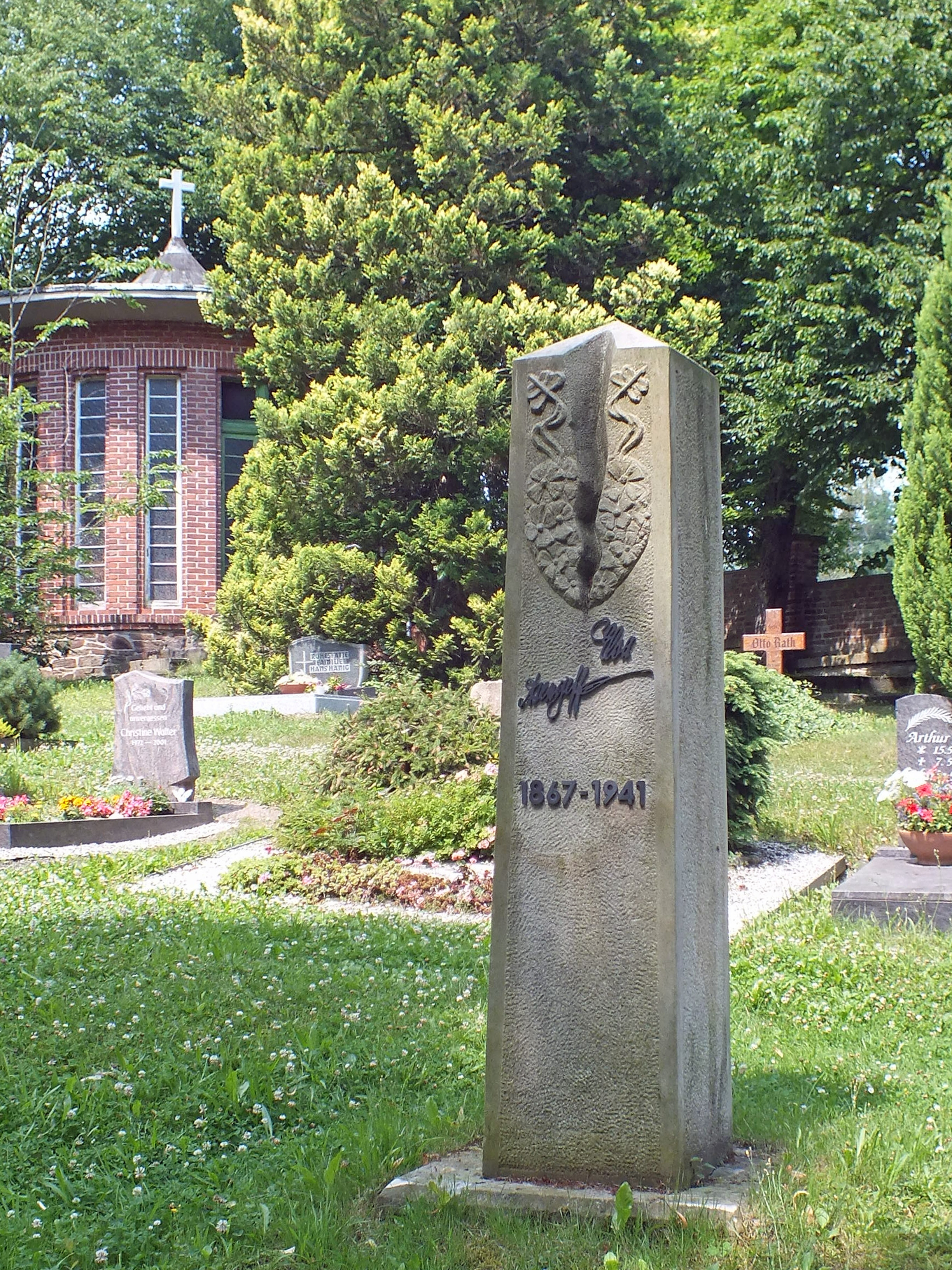
Gedenkstele in Bräunsdorf

Aus dieser Zeit, von ihr datiert 1938, stammt ein Manuskript mit über 200 Gedichten mit dem Titel „Bilanz der Moderne“. In Bräunsdorf starb Elsa Asenijeff am 5. April 1941, der Aktenlage nach an Lungenentzündung.
Seit 2011 steht auf dem Bräunsdorfer Friedhof eine vom Kulturhof e. V. Kleinvoigtsberg gestiftete Stele, die vom sächsischen Künstler Olaf Klepzig geschaffen wurde und an Elsa Asenijeff erinnert.

## Schaffen
Asenijeff behandelt in ihren Büchern Themen wie die Gewalt in den Geschlechterbeziehungen, die sexuelle Unterdrückung der Frauen oder die Unfähigkeit der Männer, Frauen auf geistiger Ebene als gleichberechtigten Partnern zu begegnen, und kann als frühe Vorläuferin des Differenz-Feminismus betrachtet werden. Einige ihrer Werke tragen autobiographische Züge.
Sie gilt als eine frühe Vertreterin des Expressionismus in der Literatur.

## Werke (Auswahl)
- Ist das Liebe? Kleine psychologische Erzählungen und Betrachtungen. 2. Auflage. Friedrich, Leipzig 1896, (Reprint: Turmhut-Verlag, Mellrichstadt 2005, ISBN 3-936084-43-2)
- Sehnsucht, Wilhelm Friedrich Verlag, Leipzig, 1898. (digitalisiert)
- Aufruhr der Weiber und das Dritte Geschlecht.. Wilhelm Friedrich Verlag, Leipzig, 1898. (Online bei ALO). (Reprint: Austrian literature online, Band 7. Austrian literature online, Graz (u. a.) s. a., ISBN 3-226-00394-1).
- Sehnsucht.. Wilhelm Friedrich Verlag, Leipzig 1898. (Online bei ALO).
- Unschuld, Ein modernes Märchenbuch, Verlag Hermann Seemann Nachfolger, Leipzig, 1901. (digitalisiert)
- Tagebuchblätter einer Emancipierten.. Seemann, Leipzig 1902. (Online bei ALO). (Kommentierte Neuauflage: Turmhut-Verlag, Mellrichstadt 2006, ISBN 3-936084-61-0).
- Max Klingers Beethoven – eine kunst-technische Studie. Hermann Seemann Nachfolger, Leipzig 1902.
- Die Schwestern, eine Novelle, Magazin-Verlag Jacques Hegner, Berlin und Leipzig, 1905. (digitalisiert)
- Die neue Scheherazade. Ein Roman in Gefühlen.. Müller, München 1913. (Online bei ALO).
- Hohelied an den Ungenannten, Georg Müller Verlag, München, 1914 (Reprint Nabu Press, 2012, ISBN 978-1-274-60794-2). (digitalisiert)
- Aufschrei. Freie Rhythmen. A. H. Payne, Leipzig 1922.
- Bilanz der Moderne – Gedichte aus der Anstalt, (Hrsg. Rita Jorek), Turmhut-Verlag, Mellrichstadt 2010, ISBN 978-3-936084-82-5.
- Bo Osdrowski/Tom Riebe (Hrsg.): Elsa Asenijeff. Versensporn – Heft für lyrische Reize Nr. 19, Edition POESIE SCHMECKT GUT, Jena 2015, 120 Exemplare.